# اندیس کلاته چشمه سیر بالا
کلاته چشمه سیر بالا یک اندیس فلزی است که در حوالی شهر باشتین استان خراسان قرار دارد و مادهٔ معدنی موجود در آن، مس است.سنگ میزبان این اندیس پریدوتیت ، دونیت است  در این اندیس، پاراژنز‌های لیمونیت ، هماتیت یافت می‌شوند.